# 張聚秀
張聚秀（16世紀—1630年代），字頴木，山東濟南府德州平原縣人，明朝政治人物。

## 生平
張聚秀敏捷通達，不被習俗牽絆，萬曆三十四年（1606年）中舉人，困科場近二十年，天啟五年（1625年）成進士，獲授永寧縣知縣，在當地置義田義學，教育貧窮鄉人。
之後調任安陽，推行調劑地方驛站、取消里下養馬等德政；擢官雲南道監察御史，其時流寇在山西肆虐，宦官監軍卻搜刮人民以助餉，又堅持招撫成禍患，他抗陳時事七不可解，在「罷遣內臣、禁撫流寇」兩事上尤其反覆激切，但朝廷並未理會，因此憂憤成疾去世。

## 軼事
《玉堂茗記》載，張聚秀在京師的住宅，此前先後為楊漣、崔呈秀居住，二人皆不得善終。不久，張聚秀也死在其中，房屋便成為著名凶宅。

## 引用
1. 1 2  乾隆《平原縣志·卷八·人物》：張聚秀，字頴木，敏達果確，不牽於俗，登鄉薦二十年始成進士，首置義田義學，育族黨鄉里之貧而無教者。知河南永寧有異政，旋調安陽，厲志撫字，利興弊剔，事事期有實濟，而調劑驛站、除里下養馬之擾，得民尤甚。擢雲南道御史，時仍遣內臣出監軍營內總國計，而流寇起三秦，加派搜刮以助餉，中外復堅主招撫，養癰貽患；聚秀抗陳時事七不可解，尤於罷遣內臣、禁撫流寇，反覆激切。疏再上不報，憂憤成疾卒。
2. ↑  乾隆《平原縣志·卷七·選舉》：萬歷……張聚秀 丙午科（舉人），詳進士
3. ↑  《玉堂茗記》：京師凶宅遑遑而有，如楊大洪及崔呈秀，雖邪正不同，先後並住一宅，而相繼破家。御史張聚秀尋卒於其內，人相戒不敢居。青州馮可賓獨買居之，且開園起樓，以娛封翁。一日，馮鄴仙元飆在朝，仆於班次，傳者哄然，皆以為可賓，且爭咎此宅，己而非也。然其封翁竟沒於此宅。繼之者亦以憂去。太僕寺街亦有一宅。素凶，何香山居其中七八年，其家中或見緋衣婦人，往來空室，香山不見也。香山去後，宋五河琮以考選僦居，未一月而斃。同館吳慎旃移入，余以為言，吳雲凡宅豈有不經人死者，何妨於事。未五日而吳病，病十三日而歿。余初住一宅，業師以序貢就選，暫館餘寓，倉猝病卒，余旋奉差出京，同年張師度入居之，病卒。最後孫鳳毛亦卒於此宅。皆數人相繼，事豈偶然。然則凶宅果有之也。